# 沈曾植旧居
沈曾植旧居位于中国浙江省嘉兴市南湖区建设街道城内姚家埭21号，姚家埭与紫阳街交叉口西北侧，为清末学者沈曾植在嘉兴的故居，今为2000年底整修。
该建筑为砖木结构的四合院式三进两层楼住宅，包括面阔五间、两侧以厢楼连接的走马堂楼两进和面阔三间的楼房一进。第一进为驾浮阁，中厅内立有沈曾植留辫蓄须戴镜的半身铜像，其后为其手书的《文心雕龙·原道篇》，第二进为晁采楼，现已被辟为沈曾植生平史料陈列室，展览以“生平行迹”、“学术大师”、“书法泰斗”、“诗坛巨子”、“蜚声中外”为主题，第三进为东轩，现用于临时展览，其东侧有水井和边门，后部花园已不存。